# Bauchlappen

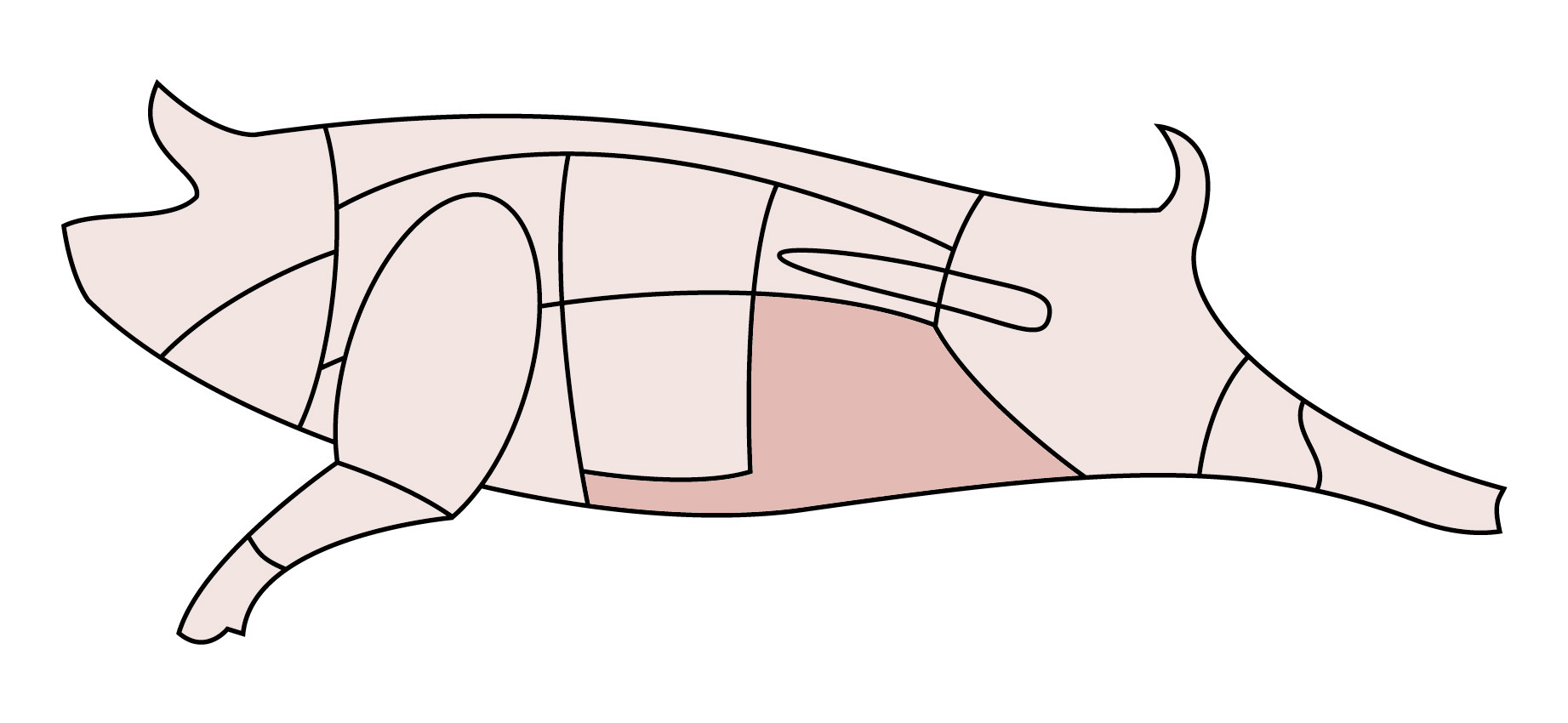
Bauchlappen beim Schwein

Als Bauchlappen, Dünnung, Flanke oder Überzwerch (in Süddeutschland) wird küchensprachlich das dünne Muskelgewebe von Wirbeltieren bezeichnet, das die Bauchhöhle umgibt.
Bauchlappen von Kalb und Lamm können zu Ragouts, Gulasch oder Rollbraten verarbeitet werden, wegen des hohen Anteils an Bindegewebe müssen die Gerichte lange schmoren. Bauchlappen vom Rind werden zur Zubereitung von Rinderbrühe und -fond verwendet. Der Überzwerch stellt den ausgelösten Bauchbereich des Rindes dar. Es ist das typische Siedfleisch, das mit einem hohen Fettgehalt für den besonderen Geschmack sorgt. Es wird daher meist für eine kräftige Brühe ausgekocht, kann aber auch gegessen werden.
Der größte Teil der Bauchlappen gelangt jedoch nicht direkt in den Handel, sondern dient zur Wurstherstellung. In Nordamerika schätzt man Flanksteaks als Steakvariante; in Argentinien werden sie als eine Art großer Roulade unter der Bezeichnung Matambre („Hungertöter“) serviert.
Bauchlappen von Fischen unterscheiden sich von den übrigen Muskeln nur durch ihre geringere Dicke. Die des Dornhais werden geräuchert als Schillerlocken angeboten, die des Thunfischs sind als Toro besonders geschätzt für Sushi.

## Rindfleisch
International sind Bezeichnungen für einzelne Teile des Bauchlappens verbreitet, welche auch synonym verwendet werden:

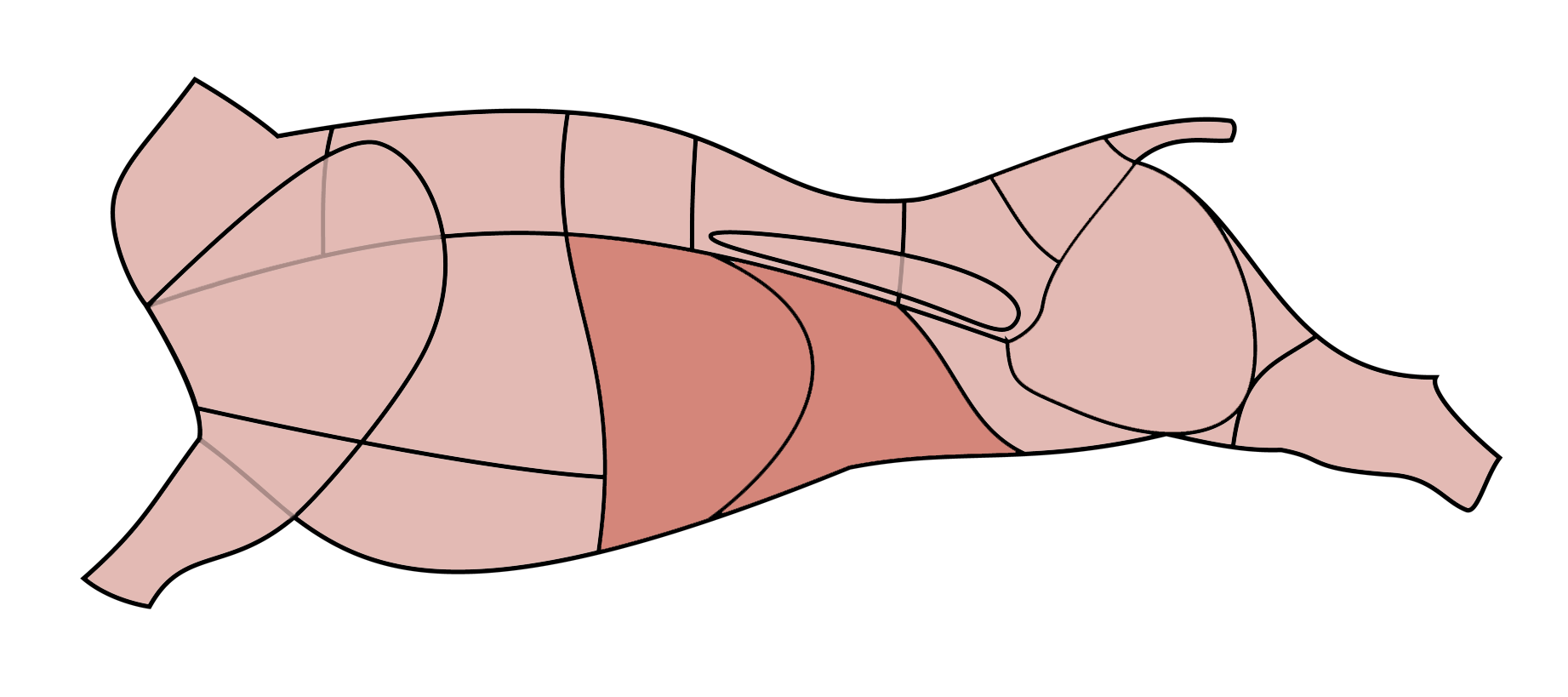
Bauchlappen beim Rind. Links die Knochendünnung (mit Rippen) rechts die Fleischdünnung
USA: Flanksteak
Frankreich: Bavette d’aloyau
Frankreich: Bavette de flanchet